# Post Regiment
Post Regiment va ser un grup polonès de hardcore punk que es van formar a Varsòvia el 1986.

## Història
Als seus inicis Post Regiment tenia un ritme molt més lent i un estil de cant més convencional amb el vocalista Darek «Tolek» Gracki. El 1987 aquest va marxar i Dominika «Nika» Domczyk es va fer càrrec de la veu. El grup va desenvolupar un so punk melòdic més ràpid a partir del seu primer àlbum homònim de 1992.
El seu segon àlbum, Czarzly, es va publicar el 1995 i va adoptar un so crust punk més ràpid amb veus més crues i bateries d'estil d-beat. El seu últim àlbum, Tragiedia wg Post Regiment va ser publicat el 1998 a través del col·lectiu anarcopunk estatunidenc Profane Existence. Va ser un àlbum de cançons hardcore punk del grup polonès Tragiedia, amics de Post Regiment que es van separar sense treure mai cap disc.
Post Regiment tenia un so força inusual en el punk hardcore, amb alguns elements inusuals com el cant melòdic basat en el mode propi d'Europa de l'Est, instrumentals i algun sintetitzador ocasional. El grup es va separar l'any 2001, tot i que des d'aleshores han fet algun concert puntual. L'àlbum Death Before The Metal, publicat el 2007, conté cançons gravades entre 1988 i 1990.

## Discografia
- Słodka 16-tka, 1988 (maqueta)
- Post Regiment, 1992
- Czarzły, 1996
- Tragiedia wg Post Regiment, 1999
- Death Before The Metal, 2007[5]